# Томислав II
Томислав II (хорв. Tomislav II, итал. Tomislavo II), при рождении Аймоне Роберто Маргерита Мария Джузеппе Торино ди Савойя-Аоста (итал. Aimone Roberto Margherita Maria Giuseppe Torino di Savoia-Aosta; 9 марта 1900 — 29 января 1948) — первый и последний король Независимого государства Хорватия с 1941 по 1943 из Савойской династии.

## Биография
Аймоне ди Торино родился в Турине. Он был вторым сыном принца Эмануэля Филиберто, 2-го герцога Аостского (сын Амадея I, короля Испании, и принцессы Марии Виттории) и принцессы Елены (дочь принца Филиппа Орлеанского, графа Парижского и инфанты Марии Исабель Испанской). Его прадедом был король Италии Виктор Эммануил II.
22 сентября 1904 года стал пожизненным герцогом Сполетским.
1 июля 1939 года, во Флоренции, князь Аймоне женился на принцессе Ирене, дочери короля Греции, Константина I и принцессы Софии Прусской. 27 сентября 1943 года у них родился сын — князь Амедео, 5-й герцог Аостский.
18 мая 1941 года князь Аймоне, под именем Томислав II, был провозглашён королём Независимого государства Хорватия (НГХ), созданного при поддержке Италии и нацистской Германии на большей части территории современной Хорватии и Боснии и Герцеговины. Возведение на престол новосозданного государства представителя итальянской династии было призвано обозначить итальянский протекторат над ним. При этом предполагалось, что он коронуется воссозданной короной Звонимира. Роль Томислава II в новом государстве была чисто номинальной, так как вся реальная власть находилась в руках хорватского фашистского движения усташей и его вождя (поглавника) Анте Павелича. Король так ни разу и не побывал в своём королевстве. В сентябре 1943 года Италия вышла из войны, а итальянские войска начали покидать территорию НГХ, в связи с чем Томислав II отрёкся от престола и монархия была упразднена, а полномочия главы государства перешли Павеличу.
Князь Аймоне 3 марта 1942 года, после смерти своего брата, князя Амедео (скончавшегося в британском плену в Африке), стал 4-м герцогом Аостским.
После образования Итальянской республики бежал в Аргентину, где и умер. Герцогский титул д`Аоста унаследовал его сын Амедео, родившийся незадолго до отречения отца от хорватской короны. Амедео также претендовал на главенство в Савойском доме и с 2006 года называл себя герцогом Савойским.

## Награды
- Кавалер Высшего ордена Святого Благовещения
- Кавалер Большого креста Савойского Военного ордена
- Кавалер Большого креста ордена Святых Маврикия и Лазаря
- Кавалер Большого креста ордена Короны Италии
- Кавалер Савойского гражданского ордена